# 3647 Дермотт
3647 Дермотт (3647 Dermott) — астероїд головного поясу, відкритий 11 січня 1986 року.
Тіссеранів параметр щодо Юпітера — 3,304.